# Roc de les Esplugues
El Roc de les Esplugues és una muntanya de 1.581 metres que es troba al municipi de les Valls d'Aguilar, a la comarca de l'Alt Urgell.